# Капици
Капѝци (на италиански и на сицилиански: Capizzi) е малко градче и община в Южна Италия, провинция Месина, автономен регион и остров Сицилия. Разположено е на 1100 m надморска височина. Населението на общината е 3308 души (към 2010 г.).